# Piotr Staniszewski
Piotr Staniszewski (ur. 4 września 1966 w Warszawie) – polski szachista, mistrz międzynarodowy od 1985 roku.

## Kariera szachowa
W pierwszej połowie lat osiemdziesiątych należał do ścisłej czołówki polskich juniorów, dwukrotnie zdobywając medale w mistrzostwach Polski (Radom 1979 – srebrny w kategorii do 17 lat oraz Częstochowa 1982 – złoty w kategorii do 20 lat). W 1980 r. wystąpił na mistrzostwach świata juniorów do 14 lat, zajmując w Hawrze VI miejsce (zwyciężył wówczas Walerij Sałow). W latach 1982 i 1983 reprezentował Polskę na mistrzostwach Europy juniorów do 20 lat w Groningen, natomiast w 1986 r. zajął VIII miejsce na mistrzostwach świata juniorów do 20 lat w Gausdal, które zakończyły się zwycięstwem Waltera Arencibii. Pierwszy start w finale mistrzostw Polski seniorów w 1983 r. w Piotrkowie Trybunalskim przyniósł mu od razu duży sukces w postaci brązowego medalu. Dwa kolejne brązowe medale zdobył w dwóch kolejnych startach w Poznaniu (1984) oraz w Gdyni (1985). Łącznie do 2003 r. w finałach mistrzostw kraju wystąpił dziewięciokrotnie.
Reprezentował Polskę w rozgrywkach drużynowych, m.in.: dwukrotnie na turniejach o Puchar Nordycki (Nordic Cup) (w latach 1983, 1987), wspólnie z drużyną zdobywając dwa medale: złoty (1983) i srebrny (1987). W 1988 r. podzielił I m. (wspólnie z Markiem Matlakiem i Jerzym Banym) w Bielsku-Białej, natomiast w 1989 r. zajął II m. (za Bruno Belottim) w Ołomuńcu. W 1996 r. podzielił III m. (za Rusłanem Szczerbakowem i Spartakiem Wysoczinem, wspólnie z Markiem Vokacem) w otwartym turnieju memoriału Akiby Rubinsteina w Polanicy-Zdroju, w 1998 r. zwyciężył (wspólnie z Orestem Hrycakiem) w Krynicy oraz podzielił II m. (za Wadymem Szyszkinem, wspólnie z Aleksandrem Czerwońskim) w mistrzostwach Warszawy, natomiast w 2000 r. podzielił II m. (za Wołodymyrem Siergiejewem, wspólnie z Pavlem Vavrą) w Pradze. W 2005 i 2006 r. dwukrotnie podzielił I m. w turniejach Jantar Bałtyku w Rowach, w 2006 r. zajął również II m. (za Dariuszem Mikrutem) w memoriale Józefa Dominika w Dobczycach.
Jest wychowankiem warszawskiego "Maratonu", w barwach którego trzykrotnie (1981, 1983, 1985) zdobył tytuły drużynowego mistrza Polski. Był również drużynowym wicemistrzem Polski, jako zawodnik PTSz Płock (2000), jak również trzykrotnym medalistą drużynowych mistrzostw Polski w szachach błyskawicznych (złotym – 1979, srebrnym – 1995, 1999). 
Najwyższy ranking w karierze osiągnął 1 stycznia 1999 r., z wynikiem 2454 punktów zajmował wówczas 11. miejsce wśród polskich szachistów.